# فرودگاه اسپنس
فرودگاه اسپنس (به انگلیسی: Spence Airport) یک فرودگاه همگانی بهره‌برداری هوایی با کد یاتا MUL است که یک باند فرود بتن دارد و طول باند آن ۱۳۷۲ متر است. این فرودگاه در کشور ایالات متحده آمریکا قرار دارد و در ارتفاع ۸۹ متری از سطح دریا واقع شده است.